# Focke-Achgelis Fa 269
Il Focke-Achgelis Fa 269 era la designazione di un convertiplano da caccia progettato dall'azienda tedesca Focke-Achgelis negli anni quaranta e rimasto allo stadio di sviluppo.

## Storia del progetto
Lo sviluppo dell'Fa 269 si deve alle intuizioni di Henrich Focke che, basandosi sull'esperienza acquisita sul Focke-Wulf Fw 61, nel 1942 progettò un velivolo innovativo che nelle intenzioni doveva riunire le capacità STOL e la velocità in volo livellato. per ottenere questo risultato pensò di utilizzare due eliche di grande diametro in configurazione spingente che potevano inclinarsi verso il basso per facilitare il decollo.
Focke riuscì ad ottenere l'interesse del Reichsluftfahrtministerium che lo autorizzò a concretizzarne le idee. Lo sviluppo venne però interrotto quando l'unico mockup in scala 1:1 sul quale si stava lavorando venne distrutto da un bombardamento alleato. A causa della priorità data ad altri progetti il progetto dell'Fa 269 venne accantonato.

## Tecnica
Il Fa 269 conservava l'aspetto di un velivolo classico monoplano caratterizzato, in fase di volo livellato, di una configurazione spingente a due eliche poste sul bordo d'uscita.
La fusoliera incorporava la cabina di pilotaggio chiusa per un unico posto destinato al pilota, dotata di finestrature anche sulla parte inferiore per aumentare il campo visivo a sua disposizione. Dietro il posto di pilotaggio era collocato il motore, un radiale BMW 801, collegato alle eliche tripala tramite un dispositivo di riduzione ed una serie di alberi di trasmissione. Posteriormente terminava in un impennaggio classico monoderiva con piani orizzontali a sbalzo.
L'ala, montata bassa, conteneva le gondole dove erano alloggiate le eliche. Le gondole potevano essere ruotate verso il basso fino ad un angolo di 80° rispetto all'asse orizzontale del velivolo.
Il carrello d'atterraggio era triciclo posteriore completamente retrattile, caratterizzato da gambe di forza particolarmente lunghe per permettere la transazione delle eliche dalla posizione orizzontale senza che queste potessero toccare terra in fase di decollo o atterraggio.

## Utilizzatori
Germania
- Luftwaffe (previsto)